# 광주매일신문
광주매일신문은 광주광역시의 지역 신문사이다.

## 연혁
- 1991년 11월 1일 창간.